# Nolina bigelovii
Nolina bigelovii là một loài thực vật có hoa trong họ Măng tây. Loài này được (Torr.) S.Watson mô tả khoa học đầu tiên năm 1879.

## Hình ảnh

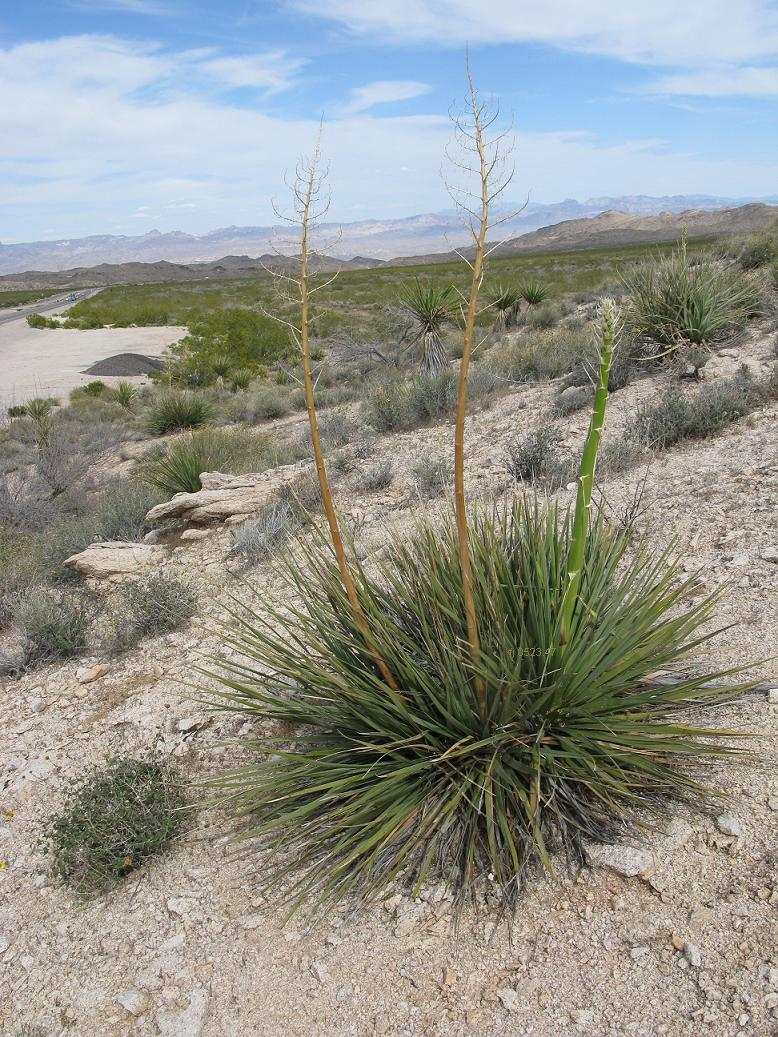
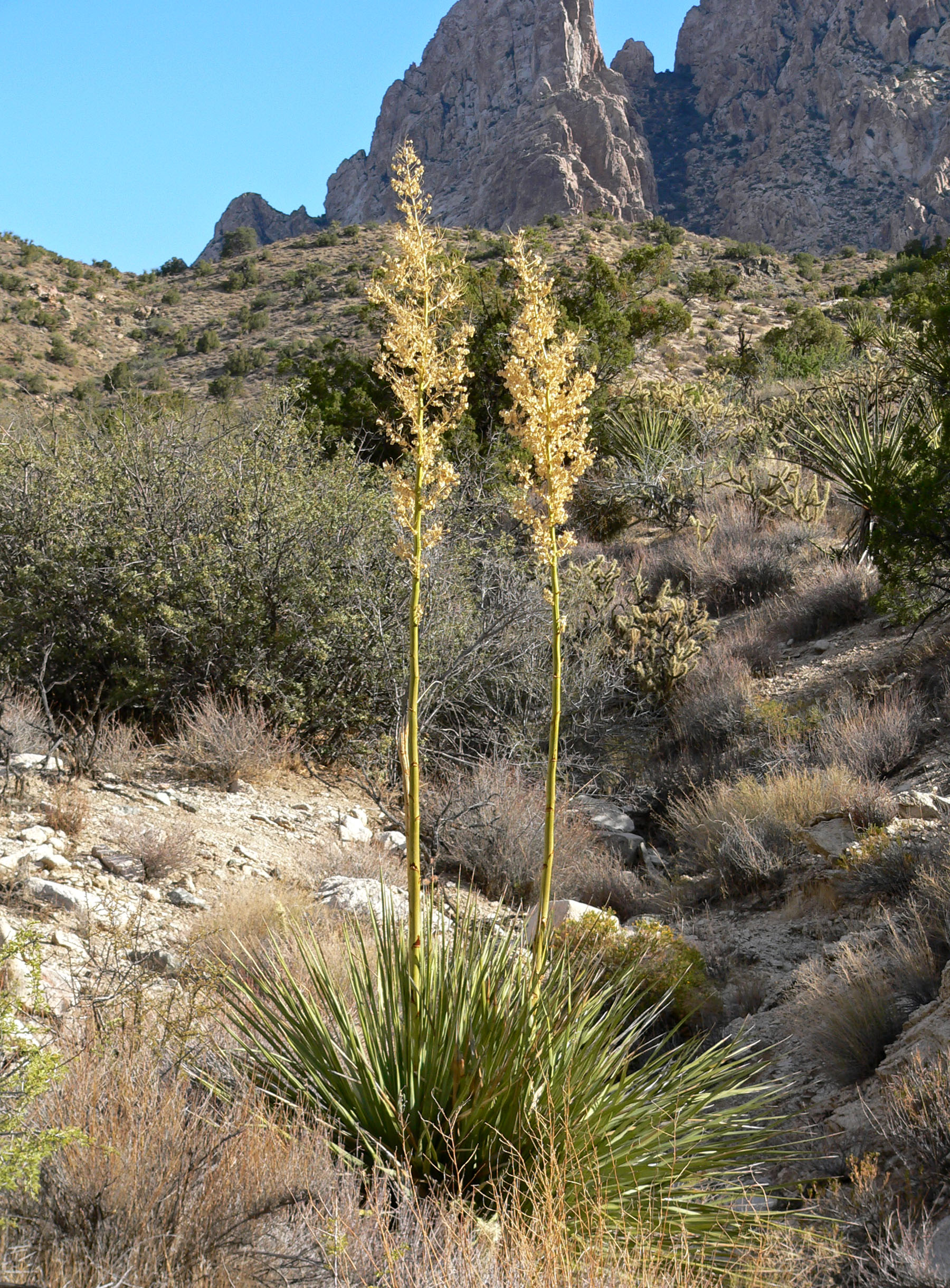
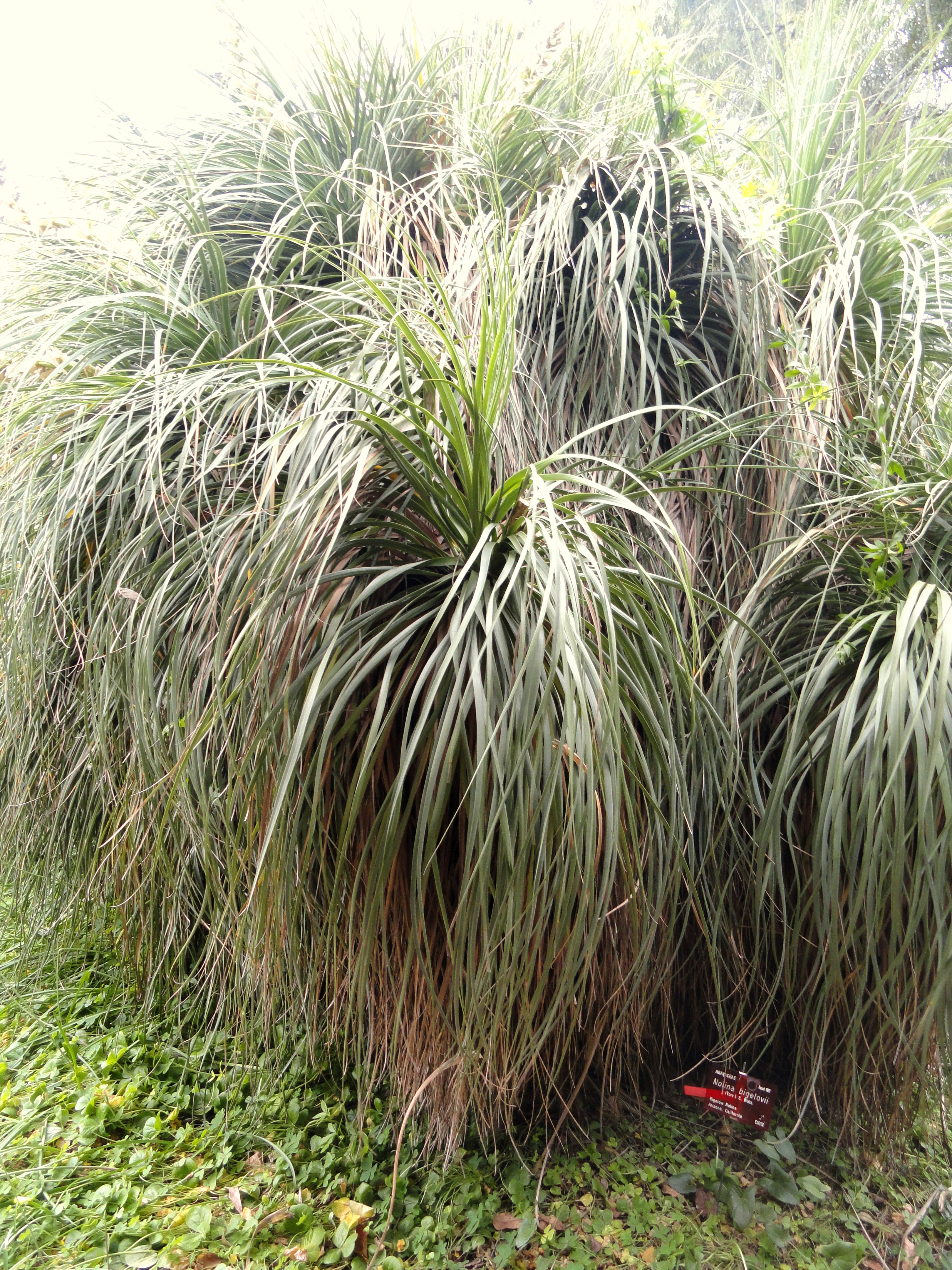
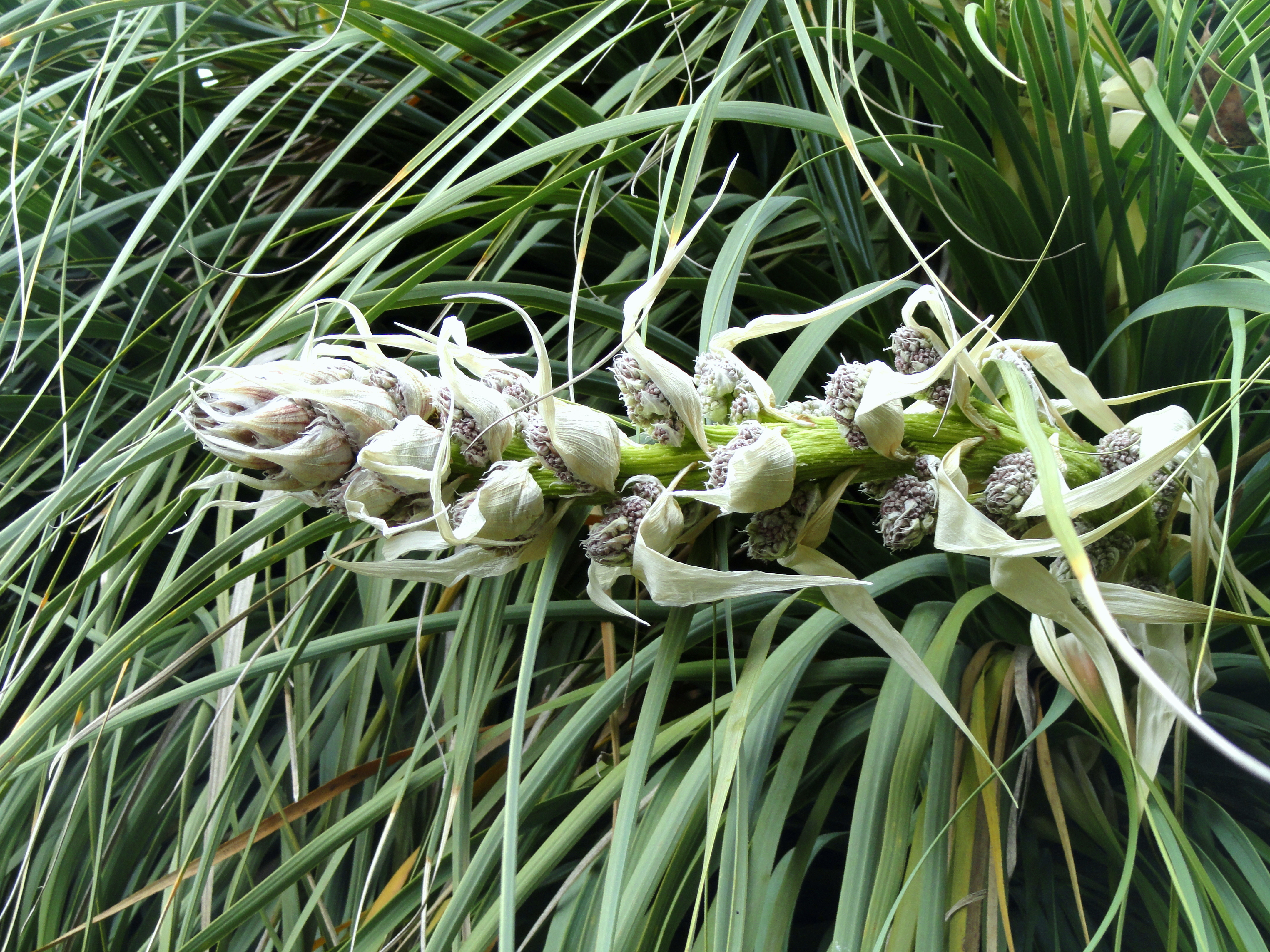